# Зубчатая муфта

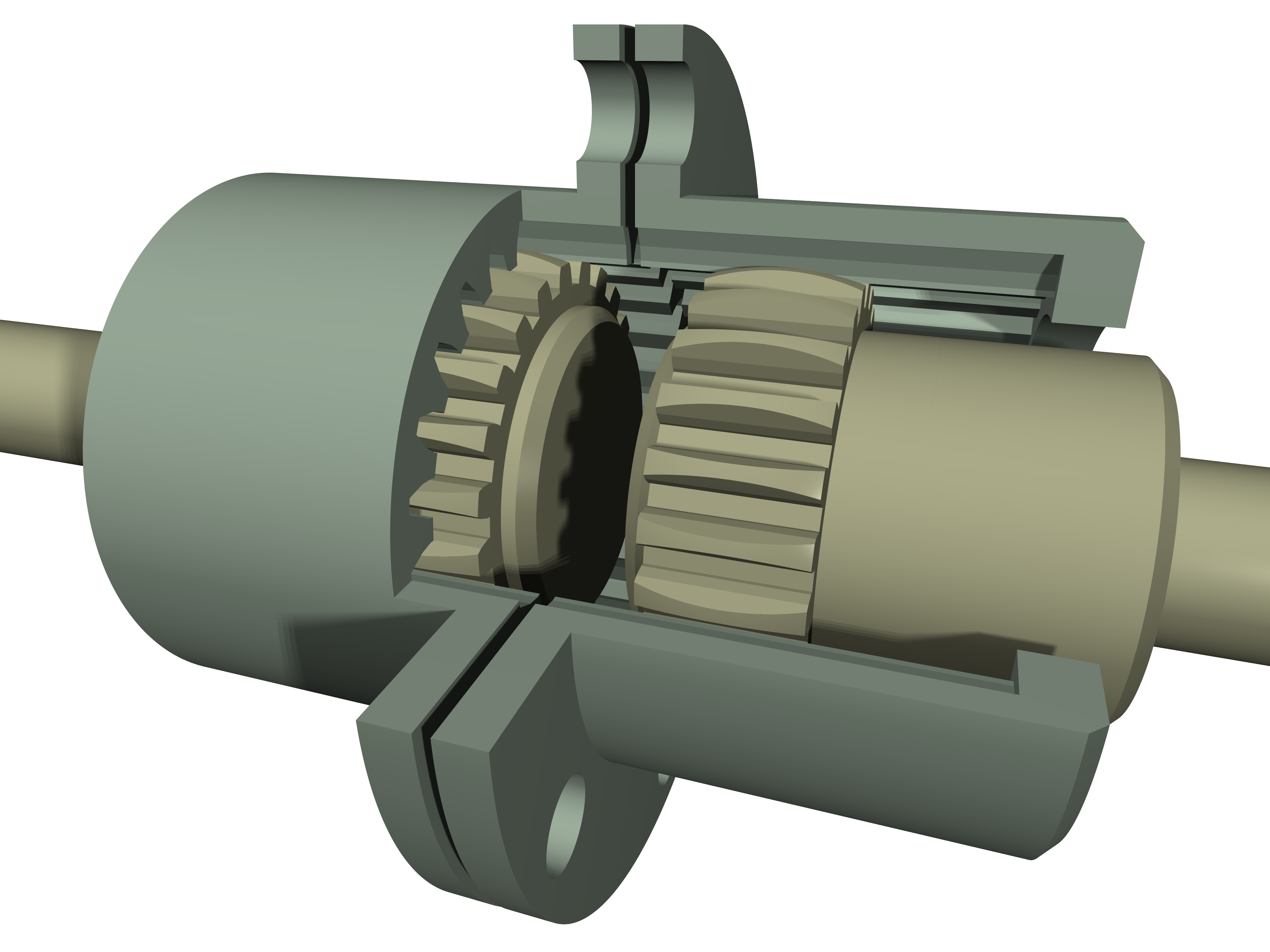
Зубчатая муфта

Зубчатая муфта — жёсткая подвижная компенсирующая муфта, которая состоит из полумуфт с внешними зубчатыми венцами, и разъёмной обоймы с двумя внутренними зубчатыми венцами. Эти устройства предназначены для передачи крутящего момента между двумя валами, оси которых не являются коллинеарными. Иными словами, зубчатая муфта обеспечивает компенсацию осевого, радиального и углового смещения валов. Это достигается за счёт того, что её зубчатое зацепление изготовляют с гарантированным боковым зазором и с возможностью свободного осевого смещения сопряжённых зубьев, а сами зубья имеют бочкоподобную форму со сферической внешней поверхностью. Компенсация отклонений от соосности валов сопровождается проскальзыванием зубьев.
Зубчатые муфты выполняют ту же функцию, что и карданная передача. Способность компенсировать угловое смещение у зубчатых муфт, как правило, ограничена величиной 4-5°. В то же время карданная передача способна обеспечивать компенсацию и бо́льших угловых смещений. Существует тип зубчатых муфт, предназначенных для соединения двух номинально соосных валов. Такие муфты способны компенсировать небольшие отклонения от соосности, такие, как погрешности при установке валов, смещения в процессе эксплуатации. У таких муфт компенсирующая угловая способность ограничена величиной Δα = 0,25… 0,5°.
Зубчатые муфты способны передавать больший крутящий момент на единицу объёма муфты, чем карданные передачи, однако карданные передачи создают меньшие вибрации. Ограниченность величины передаваемого момента на единицу объёма карданной передачи является следствием ограниченности площади поперечного сечения карданной передачи.
Компенсационная способность зубчатых муфт при линейных смещениях: Δo = 3…4 мм; Δr= 1,5…2 мм.
Технические требования к зубчатым муфтам для некоторых применений стандартизированы. Так, в странах СНГ для муфт общемашиностроительного применения, предназначенных для соединения соосных горизонтальных валов с угловыми, радиальными и осевыми смещениями при передаче крутящего момента от 1000 до 63000 Н•м, используются: ГОСТ 5006-94,
ГОСТ Р 50895-96 (Россия), ДСТУ 2742-94 (Украина).
Практикой эксплуатации зубчатых муфт установлено, что износ зубьев является основной причиной выхода их из строя.
Детали зубчатых муфт изготовляют из углеродистых сталей марок 40, 45Л, 50 или 40Х. Для повышения износостойкости зубья полумуфт подвергают термообработке до твёрдости не менее, чем 45 по Роквеллу, зубья обоймы — не менее, чем 40 по Роквеллу, а муфту заливают маслом высокой вязкости. Тихоходные муфты изготовляют с твёрдостью зубьев Η ≤ 350 по Бринеллю.
Зубчатые муфты должны обеспечивать 90%-ный ресурс не менее 17000 ч.